# 佐藤紀子 (アナウンサー)
佐藤 紀子（さとう のりこ、1965年8月31日 - ）は、テレビ朝日社員で元同局のアナウンサー。福岡県出身。

## 人物・経歴
横浜市立桜丘高等学校、上智大学外国語学部卒。1990年、テレビ朝日に入社。主に報道・情報番組を中心に担当した。「スーパーJチャンネル」「やじうまプラス」の兼務時には胃潰瘍になった。1997年3月結婚。2004年7月に希望していた人事局人事部に異動した。
元関脇寺尾（現・錣山親方）のファンになって相撲好きになった。

## 過去の出演番組
報道・情報ワイドショー番組
| 期間                   | 期間                   | 番組名                                         | 役職                             | 備考                                                            |
| ---------------------- | ---------------------- | ---------------------------------------------- | -------------------------------- | --------------------------------------------------------------- |
| 新人時代（研修終了後） | 新人時代（研修終了後） | ニュースプロフィール                           | （不明）                         |                                                                 |
| 時期不明               | 時期不明               | スーパーモーニング                             | レポーター                       |                                                                 |
| 1994年10月             | 1996年9月              | 朝イチN天CNN                                   | （不明）                         |                                                                 |
| 1995年10月             | 1997年9月              | ザ・スクープ→検証ドキュメンタリー ザ・スクープ | メインキャスター                 |                                                                 |
| 1999年4月              | 2000年9月              | ワイド!スクランブル                            | 『ANNニュース』担当キャスター    |                                                                 |
| 1999年10月             | 2002年9月              | スーパーJチャンネル                            | 平日版コーナー『生活情報局』担当 | 2000年4月より、交替制でのサブキャスターも担当                   |
| 2002年7月              | 2004年3月              | やじうまプラス                                 | 『新聞読み上げ』平日担当         | 途中半年は、同日の『ANNニュースフレッシュ』担当キャスターも兼務 |

その他
- OH!相撲
- はい!テレビ朝日です
- 水曜スーパーキャスト（ナレーション）
- 東京サイト（ナレーション） - 大下容子アナのピンチヒッター

## 同期入社アナウンサー
- 国吉伸洋（社会部に異動）